# Mešita Niou-ťie
Mešita Niou-ťie (čínsky pchin-jinem Niújiē lǐbàisì, znaky tradiční 牛街禮拜寺) je nejstarší a největší mešitou v Pekingu. Slouží jako náboženské centrum pro přibližně 250 000 pekingských muslimů.
Protože muslimové jí hlavně hovězí maso, nachází se v okolí mnoho obchodů a restaurací, které nabízí pokrmy s hovězím masem. Z tohoto důvodu místo získalo svůj název Niou-ťie („Hovězí cesta“).

## Historie
Mešita byla postavena v roce 996, když pekignský region ovládala říše Liao. Muslimové ji postavili v tradičním čínském architektonickém stylu, zatímco interiér byl postaven v islámském stylu.
Mešita byla zničena Mongoly ve 13. století, poté přestavěna v roce 1442 během dynastie Ming a znovu zvětšena během čchingského období na konci 17. století, kdy dosáhla velikosti 6 000 metrů čtverečních.

## Architektura

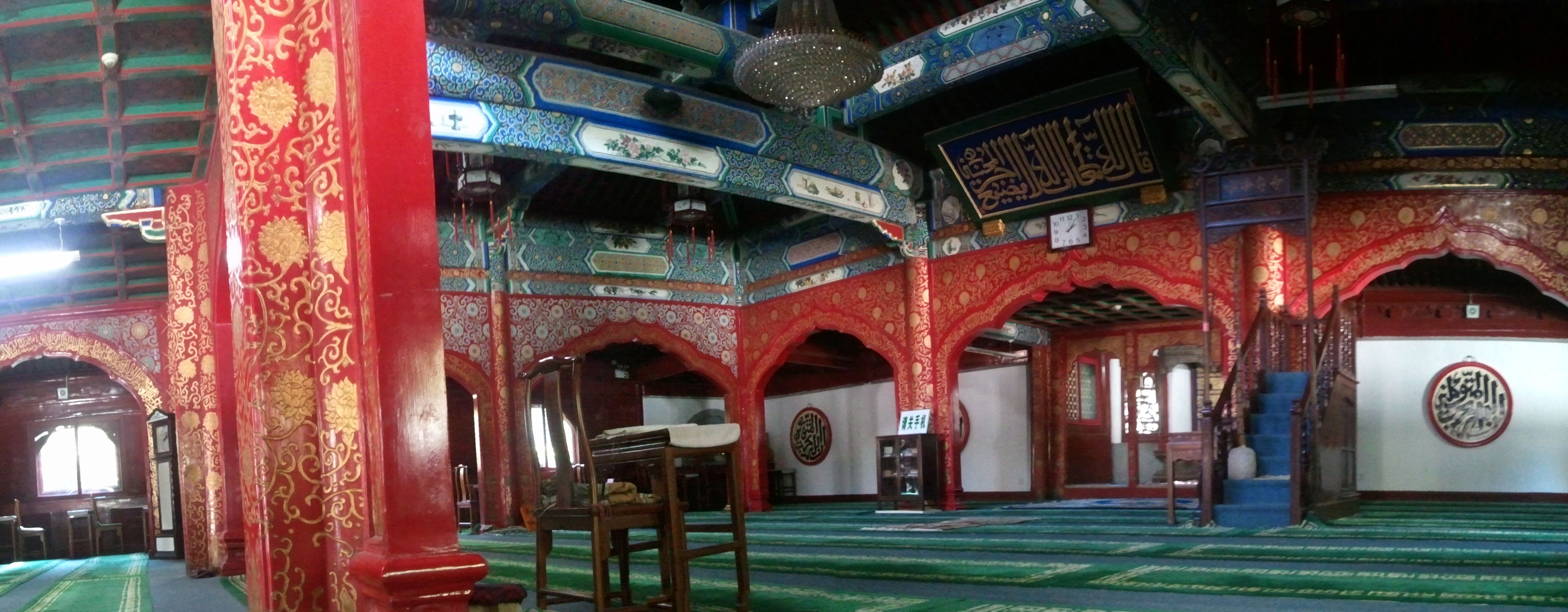
Hlavní modlitební hala

Mešita byla stavěna, renovována, zvětšována nebo přestavována každým státem, který vládl Pekingu počínaje říší Liao. Rozhodnutí obnovit mešitu na základě jejího vzhledu v éře Kchang-si je pochopitelné, protože v tomto období se definoval dekorativní styl hlavních pekingských císařských budov. Kchang-si styl je nejzřetelnější v interiéru hlavní modlitební haly. Strop v přední části haly je ozdoben čtvercovými panely, z nichž každý je ozdoben kruhovým designem v červené, žluté, tyrkysové a modré barvě kolem jednoho z arabsky psaných božích jmen.

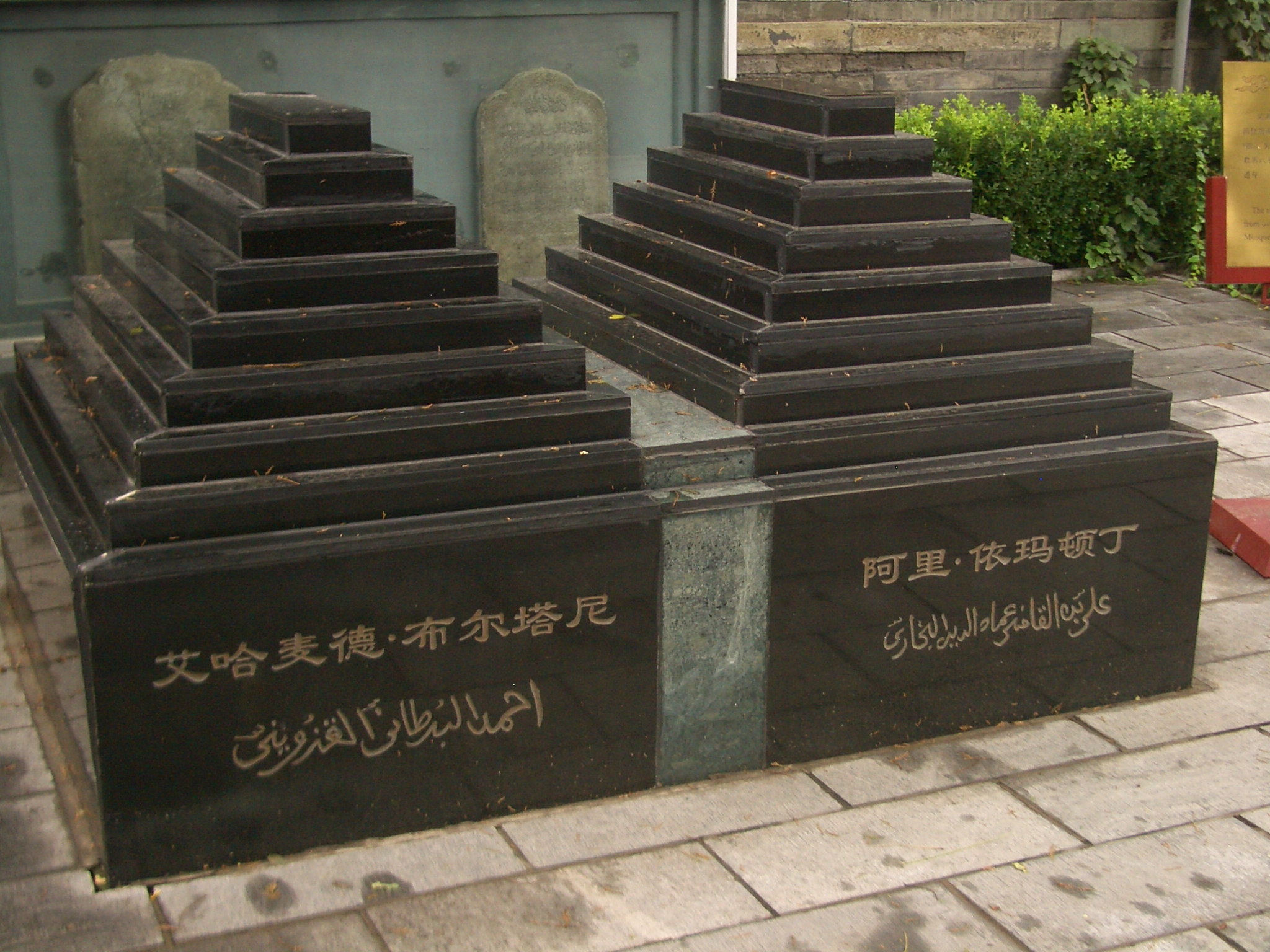
Posvátné hrobky

Ze 42 místností komplexu je nejdůležitější modlitebna měřící 600 metrů čtverečních, jejíž interiér je kombinací islámského a tradičního čínského designu. Do této haly se vejde více než 1 000 věřících. Součástí mešity je i věž, ze které imámové každoročně pozorovali měsíc, aby určili start Ramadánu. Do věže a interiéru hlavní modlitebny mají nevěřící vstup zakázán. Také ženy mají na určitá místa omezený přístup.
Během její poslední rekonstrukce došlo ke zvětšení komplexu a bylo umožněno získat nazpět dvě blízké budovy, z nichž jedna slouží jako oddělená modlitebna pro ženy.
Architektura mešity Niou-ťie obratně mísí arabské i čínské vlivy. Dřevěné trámy modlitebního sálu jsou symbolem čínské architektury, ale místo toho, aby byly zarovnány v severojižním směru, jak je to v tradiční čínské architektuře, je svatyně orientována na Mekku.
Stejně jako ostatní mešity ve východní Číně je i Niou-ťie postavena ve stylu pavilonu, se samostatnými budovami sloužícími k různým funkcím. Na nádvoří leží dvě hrobky, postaveny pro šejky, kteří přišli z Arábie v roce 1270 a vyučovali v mešitě.
Podle muslimské tradice bylo zakázáno vyobrazovat zvířata na malovaných dekoracích budov. Ale mytická stvoření na kachlové střeše přidávají architektuře mešity nádech čínského císařského stylu – podobná zvířata lze vidět na převisech střech jiných staveb v Pekingu, včetně těch v Zakázaném městě, a zobrazují tvory, kteří přináší štěstí a chrání před zlem.

### Ženská mešita
Budova, která slouží jako modlitebna pro ženy, je symbolem respektování žen. Přes to, že se mnoho muslimek po celém světě setkává s omezením týkajících se vstupu do mešit, ženy v Číně mají dlouhou tradici modlení se v mešitách věnovaným pouze ženám. Takovéto mešity vznikly v důsledku kombinace čínských a islámských tradic. Poukazuje se na to, že islám v Číně byl ovlivněn dominantní kulturou země, která nebránila ženám v účasti na veřejném životě.
Kromě toho, že je místem, které slouží k modlení a učení, ženské mešity mají teď novou identitu – stávají se platformou pro navazování mezinárodní komunikace. Ženy z arabských zemí je rády navštěvují, protože jejich země je nemají, a tak se musí modlit doma.

## Okolí mešity

### Čtvrť Niou-ťie
Restaurace ve čtvrti Niou-ťie, s cedulemi psanými v arabštině, prodávají halal verze pokrmů centrální Asie.
Kousek od mešity se nachází restaurace Tchu Lu Fan. Byla jako jedna z prvních otevřena v roce 1985 ujgurským majitelem, a je jednou z nejpopulárnějších pekingských restaurací servírující sinťiangská jídla. I když je v Pekingu dominantnější populace Chuejů, několik Ujgurů v Niou-ťie otevřelo obchody a restaurace.

## Turismus
Čínská vláda používá mešitu jako místo pro návštěvy delegací z islámských zemí. Zároveň je navštěvována Chany i Chueji, nejen z náboženských, ale i z turistických důvodů.
Důležité je vhodné oblečení, takže turisté, kteří mají na sobě sukně nebo šortky, mají vstup zakázán. Hlavní modlitebna je přístupná pouze muslimům, a některé prostory nejsou přístupné veřejnosti vůbec.